# 和氣杏未
和氣杏未（日语：／ Waki Azumi，1994年9月8日—）是日本的女性聲優，東京都出身。東京俳優生活協同組合所屬。

## 人物
東京動畫、聲優專門學校出身。中學時代原本想成為空中服務員，但進入高中後因為英文表現不理想而改以聲優為目標。
2014年開始加入東京俳優生活協同組合。
進入事務所後的初出道作品為《偶像大師 灰姑娘女孩》。
中學、高中時加入網球社，對於運動神經很有自信。喜歡的動畫作品是「鋼之鍊金術師」。
据本人在Twitter上表示，本名「 Azumi」取自长野县的地名安曇野（ Azumino）。
2023年8月10日，在Twitter上宣佈自己結婚的消息。
2025年2月15日，在X（前稱Twitter）上宣佈自己的孩子已出生。
2025年7月16日，和氣杏未本人及其經紀人公司表示，由於她新生的長女懷疑罹患「擴張型心肌病」而已安裝人工心臟並輪候心臟移植，故今後會大幅減少活動以專注女兒的治療。

## 演出作品
※粗體字為主要角色。

### 電視動畫
2015年
- 偶像大師 灰姑娘女孩（片桐早苗[7]）
- 魔法少女奈葉ViVid（露卡）[8]
- Hello!!黃金拼圖（網球社社長）
- 青春×機關鎗（女學生）
- 與魔共舞（女學生）
- 女武神驅動 -美人魚-（少女）
- 動畫鍛煉！EX（樋口繪里[9]）

2016年
- 百無禁忌！女高中生私房話（辣妹子[10]）
- 舞武器·舞亂伎（多米娜·多恩）
- 小桃小栗 Love Love物語（班級女子1、女學生）
- 齊木楠雄的災難（女學生E）
- 動畫鍛煉！XX（樋口繪里[11]）
- 舞武器·舞亂伎 星之巨人（多米娜·多恩、女子學生）

2017年
- KiraKira☆光之美少女 A La Mode（少女）
- Re:CREATORS（女子）
- 偶像大師 灰姑娘女孩劇場 1st SEASON（片桐早苗[12]）
- 偶像大師 灰姑娘女孩劇場 2nd SEASON（片桐早苗）
- 咕嚕咕嚕魔法陣（妖精B）
- Gamers 電玩咖！（學生會成員A）
- Infini-T Force（北野聖母）
- 調教咖啡廳（櫻之宮莓香[13]）

2018年
- 刀使之巫女（柳瀨舞衣[14]）
- 賽馬娘 Pretty Derby（特別週[15]）
- 多田君不戀愛（來賓）
- 龍族拼圖（ユカ）
- 漫画女孩（女性）
- 異世界魔王與召喚少女的奴隸魔術（蕾姆·嘉蕾鄔）
- 佐賀偶像是傳奇（左山）
- 隔壁的吸血鬼美眉（愛莉[16]）
- 我讓最想被擁抱的男人給威脅了。（マロン）

2019年
- 迷你刀使（柳瀨舞衣[17]）
- 滿腦都是○○的我沒辦法談戀愛（堀江青）
- 請讓我撒嬌，仙狐大人！（仙狐[18]）
- 偶像大師 灰姑娘女孩劇場 CLIMAX SEASON（片桐早苗）
- RobiHachi（河童子）
- 你遭難了嗎？（九條紫音）
- NULL & PETA（ぬる）
- 我不是說了能力要平均值嗎？（麥露[19]）
- 刺客守則（莎拉夏·席克薩爾）

2020年
- 隱瞞之事（橘地莉子）
- 轉生成女性向遊戲只有毀滅END的壞人大小姐（安·薛利）
- 社長，戰鬥的時間到了！（阿卡莉[20]））
- 賽馬娘四格（特別週）
- 我立於百萬生命之上（箱崎紅末）※同時出演第9話附錄Part
- 熊熊勇闖異世界（菲娜[21]）
- 這是妳與我的最後戰場，或是開創世界的聖戰（希絲蓓爾·露·涅比利斯九世）

2021年
- 賽馬娘 Pretty Derby Season 2（特別週）
- 大人的防具店II（米娜）
- EX-ARM（艾爾米拉）
- 再見了，我的克拉默（岸步）
- 異世界魔王與召喚少女的奴隸魔術Ω（蕾姆·嘉蕾鄔[22]）
- 東京復仇者（橘日向）
- 持續狩獵史萊姆三百年，不知不覺就練到LV MAX（芙拉托緹[23]）
- 佐賀偶像是傳奇 捲土重來（左山）
- 女朋友 and 女朋友（水濑渚）
- 白沙的Aquatope（照屋月美）
- 轉生成女性向遊戲只有毀滅END的壞人大小姐X（安·薛利）
- Love Live! Superstar!!（七海）
- Muv-Luv Alternative（風間禱子）
- 180秒能讓你的耳朵感到幸福嗎？（澤家陽光）

2022年
- ORIENT 東方少年（犬坂七緒）
- 少女前線（AUG）
- BUILD DIVIDE -#FFFFFF-（伊絲塔蒂）
- 轉生賢者的異世界生活～取得第二職業，成為世界最強～（特萊雅德[24]）
- 天籟人偶（灰櫻[25]）
- 花火醬總是遲到（有明ハナビ花）
- Love Live! Superstar!! 第2期（七海）
- 徹夜之歌（蘿蔔初華[26]）
- 被勇者隊伍開除的馭獸使，邂逅了最強種的貓耳少女（奏[27]）
- Do It Yourself!!（匠[28]）
- Delicious Party ♡ 光之美少女（瑪依拉·伊斯奇）
- 夫婦以上，戀人未滿。（大橋夏美[29]）
- 秋葉原冥途戰爭（奶香可人真佐美）

2023年
- 冰劍的魔術師將要統一世界（瑞貝卡·布蘭德利[30]）
- 最強陰陽師的異世界轉生記（伊法[31]）
- 東京復仇者 聖夜決戰篇（橘日向）
- 尼爾：自動人形 Ver1.1a（操作員）
- 熊熊勇闖異世界 PUNCH！（菲娜[32]）
- 女神咖啡廳（小野白菊[33]）
- 小鳥之翼（夏洛特）
- 異世界一擊殺姊姊 ～姊姊同伴的異世界生活開始了～（蘇菲[34]）
- 鬼滅之刃 刀匠村篇（不死川貞子）
- 偶像大師 灰姑娘女孩 U149（片桐早苗）
- 香格里拉·開拓異境～糞作獵手挑戰神作～（賽卡-0／齋賀玲、旁白）
- 賽馬娘 Pretty Derby Season 3（特別週[35]）
- 破滅的王國（多羅卡[36]）
- 女朋友 and 女朋友 第2期（水瀬渚[37]）
- 東京復仇者 天竺篇（橘日向）
- 我們的雨色協議（小鳥遊惠美子[38]）

2024年
- 反派千金等級99～我是隱藏頭目但不是魔王～（亞莉西雅·恩萊特[39]）
- 葬送的芙莉蓮（康涅[40]）
- 終末的火車前往何方？（星撫子[41]）
- 戰隊大失格（翡翠花音[42]）
- 女神咖啡廳 第2期（小野白菊[43]）
- 從路人角色開始的探索英雄譚（葛城春香[44]）
- 這是妳與我的最後戰場，或是開創世界的聖戰 Season II（希絲蓓爾·露·涅比利斯九世[45]）
- 魔王軍最強的魔術師是人類（莉莉絲[46]）
- 敗北女角太多了！（姬宮華戀）
- Love Live! Superstar!! 第3期（七海）
- 香格里拉·開拓異境～糞作獵手挑戰神作～ 2nd season（賽卡-0／齋賀玲[47]）
- 魔王陛下RETRY！R（藤崎茜[48]）

2025年
- 想星的亞庫艾里翁 Myth of Emotions（天羽百百姬[49]）
- 金牌得主（結束實叶）
- 持續狩獵史萊姆三百年，不知不覺就練到LV MAX ～其二～（芙拉托緹[50]）
- 戰隊大失格 2nd season（翡翠花音[51]）
- 真・武士傳YAIBA（阿通）
- 徹夜之歌 第2期（蘿蔔初華[52]）

2026年
- 東京復仇者 三天戰爭篇（橘日向[53]）

### OVA
2016年
- 噬血狂襲 OVA II（園內廣播）

### 劇場動畫
2016年
- 黃金拼圖 Pretty Days（女子中學生）

2021年
- 劇場編輯版 隱瞞之事 -秘密之事是什麼-（橘地莉子）

2022年
- 地球外少年少女（七瀨·Б·心葉[54]）

2024年
- DEAD DEAD DEMON'S DEDEDEDE DESTRUCTION 惡魔的破壞（竹本ふたば[55]）

### 網路動畫
2017年
- Monster Sonic！達太喵的偶像宣言（海盜）

2018年
- 偶像大師 灰姑娘女孩劇場 週二灰姑娘劇場（片桐早苗）

2019年
- 少女☆寸劇 All Starlight（音無一愛）

2020年
- 偶像大師 灰姑娘女孩劇場 Extra Stage（片桐早苗）

2021年
- 教教我吧北齋！-THE ANIMATION-（岡倉てんこりん）
- 少女前線 人形小劇場 -治癒篇2-（AK-12）

2022年
- 賽馬娘 Pretty Derby 遊戲1週年紀念特別動畫（特別週）
- CINDERELLA GIRLS 10th Anniversary Celebration Animation ETERNITY MEMORIES（片桐早苗）
- 悠哉賽馬娘（特別週）

2023年
- 宇宙偶像（もっふぁん[56]）

### 遊戲
2015年
- 偶像大師 灰姑娘女孩（片桐早苗）
- 偶像大師 灰姑娘女孩 星光舞台（片桐早苗）
- 萬千回憶（薇拉夏）
- 夢幻校園之星（毬川紅美[57]）
- 勇氣之劍×火焰之魂（莉迪、皇家皇冠、蒂亞波莉卡）

2016年
- 中二病拯救世界（天狐[58]）
- 巴哈姆特之怒（阿爾迪斯[59]）
- Puzzle of Empires（德川家康）
- 問答RPG 魔法使與黑貓維茲（愛特露涅·波姆、碧古芙茉芙）
- 8 beat Story♪（星宮雪菜[60]）

2017年
- 女友伴身邊（緒川唯[61]）
- 閃耀幻想曲（克蕾爾[62]、櫻之宮苺香[63]）

2018年
- 刀使之巫女 刻印一閃之燈火（柳瀨舞衣[64]）
- 妃十三學園 Alternative Girls（水島愛梨〈第2代〉）[65]
- 少女前線（AK-12、AUG）
- 異世界魔王與召喚少女的奴隷魔術 X Reverie（蕾姆·嘉蕾鄔[66]）
- 少女☆歌劇Revue Starlight -Re LIVE-（音無一愛）
- 三國BASSA!!（許褚[67]）
- Ast Memoria（露涅·卡蓮貝爾克[68]）

2019年
- 荒野的壽飛行隊 飛向雲霄的少女們！（艾爾[69]）
- LINQS RINGS（真央[70]）
- ASTRAL CHAIN（奧莉芙·艾斯皮諾薩[71]）
- 崩壞的懷疑主義者（楓[72]）
- 私立凡爾玫瑰學園～凡爾賽玫瑰Re*imagination～（姬宮理香[73]）
- 碧藍航線（鈴谷）
- RELEASE THE SPYCE secret fragrance（敷島真瑠瀨[74]）
- 生死格鬥：沙灘排球維納斯假期（小百合）
- Fire Emblem Heroes (Book IV)（皮亞尼）

2020年
- 英雄傳說 創之軌跡（ラピス・ローゼンベルク）
- 為美好的世界獻上祝福！Fantastic Days（咪雅）

2021年
- 賽馬娘 Pretty Derby（特別週）[75]
- 超異域公主連結 Re:Dive（涅婭）
- Fate/Grand Order（妖精騎士崔斯坦／芭班·希）
- 白夜極光（菲莉詩）

2023年
- 棕色塵埃2（悠絲緹亞）
- 原神（夏洛蒂）
- 守望傳說（普利希拉）

2025年
- 寶可夢大師（紫竽）

### 廣播
- 野中藍、石川由依的廣播 Operating System（超!A&G+ 2014年4月13日－2015年4月5日）第2代目助手[76]
- 動畫鍛煉！EX 廣播燃燒系（Radio大阪、超!A&G+、NICONICO頻道：2015年10月7日－2016年3月30日）
- Information（超!A&G+、NICONICO直播）
- 夢幻校園之星 Ready Oh（音泉：2015年12月29日－）[77]
- 聽我說吧！辣妹子（HiBiKi Radio Station：2016年1月11日－4月4日）[78]

### 廣播劇CD
- 一番賞 偶像大師 灰姑娘女孩PART2 E賞 原創廣播劇CD（片桐早苗[79]）

### 網路節目
- 8/pLanet TV～8/pLanet!!出去課外活動（2016年－，NICONICO動畫）[80]
- 異世界魔王與芹澤優與和氣杏未（2018年，HiBiKi Radio Station）[81]

## 音樂

### 單曲
| 枚  | 發售日        | 標題             | 規格編號                           | 規格編號   | 最高位 |
| 枚  | 發售日        | 標題             | 初回限定盤                         | 通常盤     | 最高位 |
| --- | ------------- | ---------------- | ---------------------------------- | ---------- | ------ |
| 1st | 2020年1月29日 |                  | COZC-1617/8（A） COZC-1619/20（B） | COCC-17736 | 20位   |
| 2nd | 2020年6月10日 | Hurry Love/      | COZC-1649/50（A） COZC-1651/2（B） | COCC-17762 | 16位   |
| 3rd | 2020年10月7日 |                  | COZC-1679/80                       | COCC-17810 | 20位   |
| 4th | 2021年6月16日 | Viewtiful Days!/ | COZC-1751/2                        | COCC-17881 | 19位   |

### 專輯
| 枚   | 發售日        | 標題 | 規格編號    | 規格編號   | 最高位 |
| 枚   | 發售日        | 標題 | 初回限定盤  | 通常盤     | 最高位 |
| ---- | ------------- | ---- | ----------- | ---------- | ------ |
| 1st  | 2021年2月17日 |      | COZX-1716/7 | COCX-41392 | 29位   |
| 概念 | 2022年1月26日 |      | COZX-1864/5 | COCX-41713 |        |

### 音樂合作
| 樂曲            | 音樂合作一覽                                                 | 時期   |
| --------------- | ------------------------------------------------------------ | ------ |
| Hurry Love      | 電視動畫《社長，戰鬥的時間到了！》片頭曲                     | 2020年 |
|                 | 電視動畫《熊熊勇闖異世界》片頭曲                             | 2020年 |
| Viewtiful Days! | 電視動畫《持續狩獵史萊姆三百年，不知不覺就練到LV MAX》片尾曲 | 2021年 |

### 角色歌
| 發售日   | 名稱 | 演唱名義 | 歌曲名稱                                 | 商業搭配                                           |
| 2015年   | 2015年 | 2015年 | 2015年                                   | 2015年                                             |
| -------- | --- | --- | ---------------------------------------- | -------------------------------------------------- |
| 11月18日 | THE IDOLM@STER CINDERELLA MASTER 037 片桐早苗                                                                | 片桐早苗（和氣杏未） | 「Can't Stop!!」                         | 遊戲《偶像大師 灰姑娘女孩》相關歌曲                |
| 11月25日 | | 星麻美（伊藤美來）、樋口繪里（和氣杏未）、早乙女靜乃（小牧未侑）、橘紫苑（長繩麻理亞）、平岡優（高尾奏音） | 「」 「」                                | 電視動畫《動畫鍛煉！EX》主題曲                     |
| 2016年   | | |                                          |                                                    |
| 3月23日  | YPMA☆GIRLS                                                                                                   | 辣妹子（和氣杏未）、宅妹子（富田美憂）、大小姐（高橋未奈美） | 「YPMA☆GIRLS」 「GAL -Get All Lucky！-」 | 電視動畫《百無禁忌！女高中生私房話》主題曲         |
| 6月8日   | | 8/pLanet! | 「」                                     | 遊戲《8 beat Story♪》主題曲                        |
| 6月8日   | 櫻木日向（社本悠）、水瀨鈴音（吉井彩實）、姬咲杏梨（金魚和嘉菜）、星宮雪菜（和氣杏未）、源氏螢（吉村那奈美） | 「BoyFriend」 | 遊戲《8 beat Story♪》相關歌曲            |                                                    |
| 6月15日  | THE IDOLM@STER CINDERELLA MASTER Passion Jewelries! 003                                                      | 姬川友紀（杜野真子）、市原仁奈（久野美咲）、片桐早苗（和氣杏未）、大槻唯（山下七海）、相葉夕美（木村珠莉） | 「」 「Near to You」                     | 遊戲《偶像大師 灰姑娘女孩》相關歌曲                |
| 6月15日  | THE IDOLM@STER CINDERELLA MASTER Passion Jewelries! 003                                                      | 片桐早苗（和氣杏未） | 「」                                     | 遊戲《偶像大師 灰姑娘女孩》相關歌曲                |
| 10月19日 | Halloween☆Night                                                                                              | 8/pLanet! | 「Halloween☆Night」                      | 遊戲《8 beat Story♪》相關歌曲                      |
| 10月19日 | Halloween☆Night                                                                                              | 櫻木日向（社本悠）、水瀨鈴音（吉井彩實）、姬咲杏梨（金魚和嘉菜）、星宮雪菜（和氣杏未）、源氏螢（吉村那奈美） | 「」                                     | 遊戲《8 beat Story♪》相關歌曲                      |
| 10月19日 | Halloween☆Night                                                                                              | 櫻木日向（社本悠）、姬咲杏梨（金魚和嘉菜）、星宮雪菜（和氣杏未）、神樂月（吉岡美咲）、源氏螢（吉村那奈美） | 「」                                     | 遊戲《8 beat Story♪》相關歌曲                      |
| 11月16日 | Cheer for you♪♬🎶                                                                                            | 星麻美（伊藤美来）、樋口繪里（和氣杏未）、早乙女靜乃（小牧未侑）、橘紫苑（長繩麻理亞）、平岡優（高尾奏音）、出海櫻（鈴木繪理） | 「Cheer for you♪♬🎶」                    | 電視動畫《動畫鍛鍊！XX～同一屋簷下～》片頭曲       |
| 11月16日 | Cheer for you♪♬🎶                                                                                            | 星麻美（伊藤美来）、樋口繪里（和氣杏未）、早乙女靜乃（小牧未侑）、橘紫苑（長繩麻理亞）、平岡優（高尾奏音）、出海櫻（鈴木繪理） | 「〜2周目〜」                            | 電視動畫《動畫鍛鍊！XX～同一屋簷下～》相關歌曲     |
| 11月30日 | 賽馬娘 Pretty Derby STARTING GATE 01                                                                         | 特別週（和氣杏未）、無聲鈴鹿（高野麻里佳）、東海帝皇（Machico） | 「Fanfare for Future!」 「」             | 遊戲《賽馬娘 Pretty Derby》相關歌曲                |
| 11月30日 | 賽馬娘 Pretty Derby STARTING GATE 01                                                                         | 特別週（和氣杏未） | 「」                                     | 遊戲《賽馬娘 Pretty Derby》相關歌曲                |
| 2017年   | | |                                          |                                                    |
| 2月8日   | THE IDOLM@STER CINDERELLA MASTER EVERMORE                                                                    | 相葉夕美（木村珠莉）、五十嵐響子（種崎敦美）、市原仁奈（久野美咲）、一之瀨志希（藍原琴美）、大槻唯（山下七海）、片桐早苗（和氣杏未）、鷺澤文香（M·A·O）、櫻井桃華（照井春佳）、鹽見周子（盧婷）、橘愛麗絲（佐藤亞美菜）、中野有香（下地紫野）、二宮飛鳥（青木志貴）、速水奏（飯田友子）、姬川友紀（杜野真子）、宮本芙蕾德莉卡（高野麻美） | 「Near to You」                          | 遊戲《偶像大師 灰姑娘女孩》相關歌曲                |
| 2月8日   | THE IDOLM@STER CINDERELLA MASTER EVERMORE                                                                    | 大橋彩香、福原綾香、原紗友里、藍原琴美、青木志貴、青木瑠璃子、飯田友子、五十嵐裕美、今井麻夏、上坂堇、內田真禮、櫻咲千依、大空直美、大坪由佳、金子真由美、金子有希、木村珠莉、黑澤朋世、佐藤亞美菜、下地紫野、洲崎綾、鈴木繪理、高野麻美、高森奈津美、立花理香、種崎敦美、千菅春香、東山奈央、長島光那、原優子、早見沙織、春瀨夏實、渕上舞、牧野由依、松井惠理子、松嵜麗、三宅麻理惠、村中知、杜野真子、安野希世乃、山下七海、山本希望、佳村遙、盧婷、和氣杏未 | 「EVERMORE（4thLIVE MIX）」              | 遊戲《偶像大師 灰姑娘女孩》相關歌曲                |
| 2月8日   | 偶像大師 灰姑娘女孩 WILD WIND GIRL 第2卷特裝版特典CD                                                         | 片桐早苗（和氣杏未） | 「（M@STER VERSION）」                   | 漫畫《偶像大師 灰姑娘女孩 WILD WIND GIRL》相關歌曲 |
| 6月8日   | 偶像大師 灰姑娘女孩 WILD WIND GIRL 第3卷特裝版特典CD                                                         | 藤本里奈（金子真由美）、片桐早苗（和氣杏未）、大槻唯（山下七海） | 「」                                     | 漫畫《偶像大師 灰姑娘女孩 WILD WIND GIRL》相關歌曲 |
| 6月28日  | THE IDOLM@STER CINDERELLA GIRLS LITTLE STARS! SUN♡FLOWER                                                     | 本田未央（原紗友里）、片桐早苗（和氣杏未）、佐藤心（花守由美里）、城崎美嘉（佳村遙）、諸星煌梨（松嵜麗） | 「SUN♡FLOWER」                           | 電視動畫《偶像大師 灰姑娘女孩劇場》片尾曲          |
| 8月9日   | THE IDOLM@STER CINDERELLA GIRLS STARLIGHT MASTER 12                                                          | 高垣楓（早見沙織）、佐藤心（花守由美里）、三船美優（原田彩楓）、安部菜菜（三宅麻理惠）、片桐早苗（和氣杏未） | 「（M@STER VERSION）」                   | 遊戲《偶像大師 灰姑娘女孩 星光舞台》相關歌曲       |
| 12月13日 | THE IDOLM@STER CINDERELLA GIRLS MASTER SEASONS WINTER!                                                       | 片桐早苗（和氣杏未）、難波笑美（伊達朱里紗）、姬川友紀（杜野真子） | 「」                                     | 遊戲《偶像大師 灰姑娘女孩》相關歌曲                |
| 12月27日 | 調教咖啡廳 BD、DVD第1卷特典CD                                                                                | 櫻之宮苺香（和氣杏未） | 「」 「」                                | 電視動畫《調教咖啡廳》相關歌曲                     |
| 2018年   | | |                                          |                                                    |
| 1月24日  | Save you Save me                                                                                             | 衛藤可奈美（本渡楓）、十條姬和（大西沙織）、柳瀨舞衣（和氣杏未）、糸見沙耶香（木野日菜）、益子薰（松田利冴）、古波藏愛蓮（鈴木繪理） | 「Save you Save me」                     | 電視動畫《刀使之巫女》片頭曲                       |
| 1月24日  | | 衛藤可奈美（本渡楓）、十條姬和（大西沙織）、柳瀨舞衣（和氣杏未）、糸見沙耶香（木野日菜）、益子薰（松田利冴）、古波藏愛蓮（鈴木繪理） | 「」                                     | 電視動畫《刀使之巫女》片尾曲                       |
| 1月24日  | 柳瀨舞衣（和氣杏未）、糸見沙耶香（木野日菜）                                                                 | 「」 | 電視動畫《刀使之巫女》相關歌曲           |                                                    |
| 3月28日  | 巫女之歌〜參〜                                                                                               | 柳瀨舞衣（和氣杏未） | 電視動畫《刀使之巫女》相關歌曲           | 「Humming Bird」 「Save you Save me」 「」         |
| 4月25日  | 賽馬娘 Pretty Derby ANIMATION DERBY 01 Make debut!                                                           | Spica | 「Make debut!」                          | 電視動畫《賽馬娘 Pretty Derby》片頭曲              |
| 5月9日   | 賽馬娘 Pretty Derby ANIMATION DERBY 02 ！                                                                    | Spica | 「」                                     | 電視動畫《賽馬娘 Pretty Derby》片尾曲              |
| 5月9日   | 賽馬娘 Pretty Derby ANIMATION DERBY 02 ！                                                                    | 特別週（和氣杏未） | 「」                                     | 電視動畫《賽馬娘 Pretty Derby》片尾曲              |
| 5月23日  | 進化系Colors                                                                                                 | 衛藤可奈美（本渡楓）、十條姬和（大西沙織）、柳瀨舞衣（和氣杏未）、糸見沙耶香（木野日菜）、益子薰（松田利冴）、古波藏愛蓮（鈴木繪理） | 「進化系Colors」                         | 電視動畫《刀使之巫女》片頭曲                       |
| 5月23日  | | 衛藤可奈美（本渡楓）、十條姬和（大西沙織）、柳瀨舞衣（和氣杏未）、糸見沙耶香（木野日菜）、益子薰（松田利冴）、古波藏愛蓮（鈴木繪理） | 「」                                     | 電視動畫《刀使之巫女》片尾曲                       |
| 2019年   | | |                                          |                                                    |
| 3月27日  | 隔壁的吸血鬼美眉 BD、DVD第4卷特典CD                                                                          | 艾莉（和氣杏未） | 「Golden Moon」                          | 電視動畫《隔壁的吸血鬼美眉》相關歌曲               |
| 5月15日  | Precious Notes                                                                                               | 8/pLanet! | 「Precious Notes」                       | 遊戲《8 beat Story♪》相關歌曲                      |
| 5月22日  | | 凜明館女子學校 | 「」 「」                                | 遊戲《少女☆歌劇Revue Starlight -Re LIVE-》相關歌曲 |
| 5月29日  | 今宵mofumofu!!/                                                                                              | 仙狐（和氣杏未）、白（內田真禮） | 「今宵mofumofu!!」                       | 電視動畫《請讓我撒嬌，仙狐大人！》片頭曲           |
| 5月29日  | 今宵mofumofu!!/                                                                                              | 仙狐（和氣杏未） | 「」                                     | 電視動畫《請讓我撒嬌，仙狐大人！》片尾曲           |

### 组合成员
1. 1 2  櫻木日向（社本悠）、水瀨鈴音（吉井彩實）、神樂月（吉岡美咲）、橘彩芽（青野菜月）、姬咲杏梨（金魚和嘉菜）、星宮雪菜（和氣杏未）、源氏螢（吉村那奈美）、芽衣（澤田美晴）
2. ↑  特別週（和氣杏未）、無聲鈴鹿（高野麻里佳）、東海帝皇（Machico）、伏特加（大橋彩香）、大和赤驥（木村千咲）、黃金船（上田瞳）、目白麥昆（大西沙織）
3. ↑  櫻木日向（社本悠）、水瀨鈴音（天野聰美）、神樂月（吉岡美咲）、橘彩芽（山下七海）、姬咲杏梨（金魚和嘉菜）、星宮雪菜（和氣杏未）、源氏螢（吉村那奈美）、芽衣（澤田美晴）
4. ↑  巴珠緒（楠木灯）、音無一愛（和氣杏未）、夢大路文（倉知玲鳳）、秋風壘（紡木吏佐）、田中悠悠子（佐伯伊織）

## 外部連結
- 事務所公開簡歷 （页面存档备份，存于）（日語）
- 和氣杏未小姐已登入。（页面存档备份，存于） - niconico頻道（日語）
- 和氣杏未 Official Home Page｜日本古倫美亞（页面存档备份，存于）（日語）
- 和氣杏未的X（前Twitter） （日語）
- 和氣杏未 音樂Staff的X（前Twitter）（日語）
- 和氣杏未的Instagram帳戶 （日語）
- 和氣杏未 音樂Staff的Instagram帳戶（日語）